# Australie-Italie en rugby à XV
Cet article retrace les confrontations entre l'équipe d'Australie de rugby à XV et l'équipe d'Italie de rugby à XV.
Les deux équipes se sont affrontées à dix-neuf reprises dont une fois en Coupe du monde.

## Historique
Alors que le premier match entre Australie et Italie a lieu en 1983, l'Italie a déjà joué deux test matchs contre une sélection australienne dans les années 70,, pour lesquels la fédération australienne n'accorde en revanche pas de caps à ses joueurs.
Le premier test match a lieu en 1973 à l'Aquila – à une époque où l'Italie n'a pas encore affronté de grandes nations du rugby en dehors de ses voisins latins, la Roumanie et la France – dans le cadre de la tournée européenne de l'Australie, où elle vient d'affronter l'Angleterre et le pays de Galles. À noter que même si l'Australie ne reconnait pas cette rencontre, son XV de départ en Italie ne compte que cinq changements par rapport à celui qui a joué quatre jours plus tôt à Twickenham contre l'équipe d'Angleterre,,.
La deuxième confrontation non reconnue par l'Australie a lieu en 1976 et se solde par une victoire de cette dernière 16-15,.
Le 12 novembre 2022, l'Italie bat l'Australie pour la première fois de son histoire, sur le score de 28 à 27, après avoir perdu les 18 premières confrontations depuis 1983.

## Les confrontations
| No | Date              | Lieu                                                       | Match              | Score   | Compétition              |
| -- | ----------------- | ---------------------------------------------------------- | ------------------ | ------- | ------------------------ |
| 1  | 22 octobre 1983   | Stade Mario-Battaglini, Rovigo — Italie                    | Italie – Australie | 7 – 29  | Test match               |
| 2  | 1er juin 1986     | Ballymore Stadium, Brisbane — Australie                    | Australie – Italie | 38 – 18 | Test match               |
| 3  | 3 décembre 1988   | Stade Flaminio, Rome — Italie                              | Italie – Australie | 6 – 55  | Test match               |
| 4  | 18 juin 1994      | Ballymore, Brisbane — Australie                            | Australie – Italie | 23 – 20 | Test match               |
| 5  | 25 juin 1994      | Olympic Park, Melbourne — Australie                        | Australie – Italie | 20 – 7  | Test match               |
| 6  | 23 octobre 1996   | Stadio Plebiscito, Padoue — Italie                         | Italie – Australie | 18 – 40 | Test match               |
| 7  | 22 novembre 2002  | Stade Luigi-Ferraris, Gênes — Italie                       | Italie – Australie | 3 – 34  | Test match               |
| 8  | 25 juin 2005      | Telstra Dome, Melbourne — Australie                        | Australie – Italie | 69 – 21 | Test match               |
| 9  | 11 novembre 2006  | Stade Flaminio, Rome — Italie                              | Italie – Australie | 18 – 25 | Test match               |
| 10 | 8 novembre 2008   | Stade Euganeo, Padoue — Italie                             | Italie – Australie | 20 – 30 | Test match               |
| 11 | 13 juin 2009      | Canberra Stadium, Canberra — Australie                     | Australie – Italie | 31 – 8  | Test match               |
| 12 | 20 juin 2009      | Telstra Dome, Melbourne — Australie                        | Australie – Italie | 34 – 12 | Test match               |
| 13 | 20 novembre 2010  | Stade Artemio-Franchi, Florence — Italie                   | Italie – Australie | 14 – 32 | Test match               |
| 14 | 11 septembre 2011 | North Harbour Stadium, North Shore City — Nouvelle-Zélande | Australie – Italie | 32 – 6  | Coupe du monde (poule C) |
| 15 | 24 novembre 2012  | Stade Artemio-Franchi, Florence — Italie                   | Italie – Australie | 19 – 22 | Test match               |
| 16 | 9 novembre 2013   | Stade olympique, Rome — Italie                             | Italie – Australie | 20 – 50 | Test match               |
| 17 | 24 juin 2017      | Suncorp Stadium, Brisbane — Australie                      | Australie – Italie | 40 – 27 | Test match               |
| 18 | 17 novembre 2018  | Stadio Euganeo, Padoue — Italie                            | Italie – Australie | 7 – 26  | Test match               |
| 19 | 12 novembre 2022  | Stade Artemio-Franchi, Florence — Italie                   | Italie – Australie | 28 – 27 | Test match               |

| No | Date             | Lieu                                     | Match                 | Score   | Compétition |
| -- | ---------------- | ---------------------------------------- | --------------------- | ------- | ----------- |
| 1  | 21 novembre 1973 | Stade Tommaso-Fattori, L'Aquila — Italie | Italie – Australie XV | 21 – 59 | Test match  |
| 2  | 4 novembre 1976  | Arena Civica, Milan — Italie             | Italie – Australie XV | 15 – 16 | Test match  |